# Caterina de Vadstena
Caterina de Suècia o de Vadstena (Suècia, ca. 1331 - Vadstena, 24 de març de 1381) va ser una religiosa i mística sueca, monja de l'Orde del Santíssim Salvador. Va ser proclamada santa per Innocenci VIII el 1484.

## Biografia

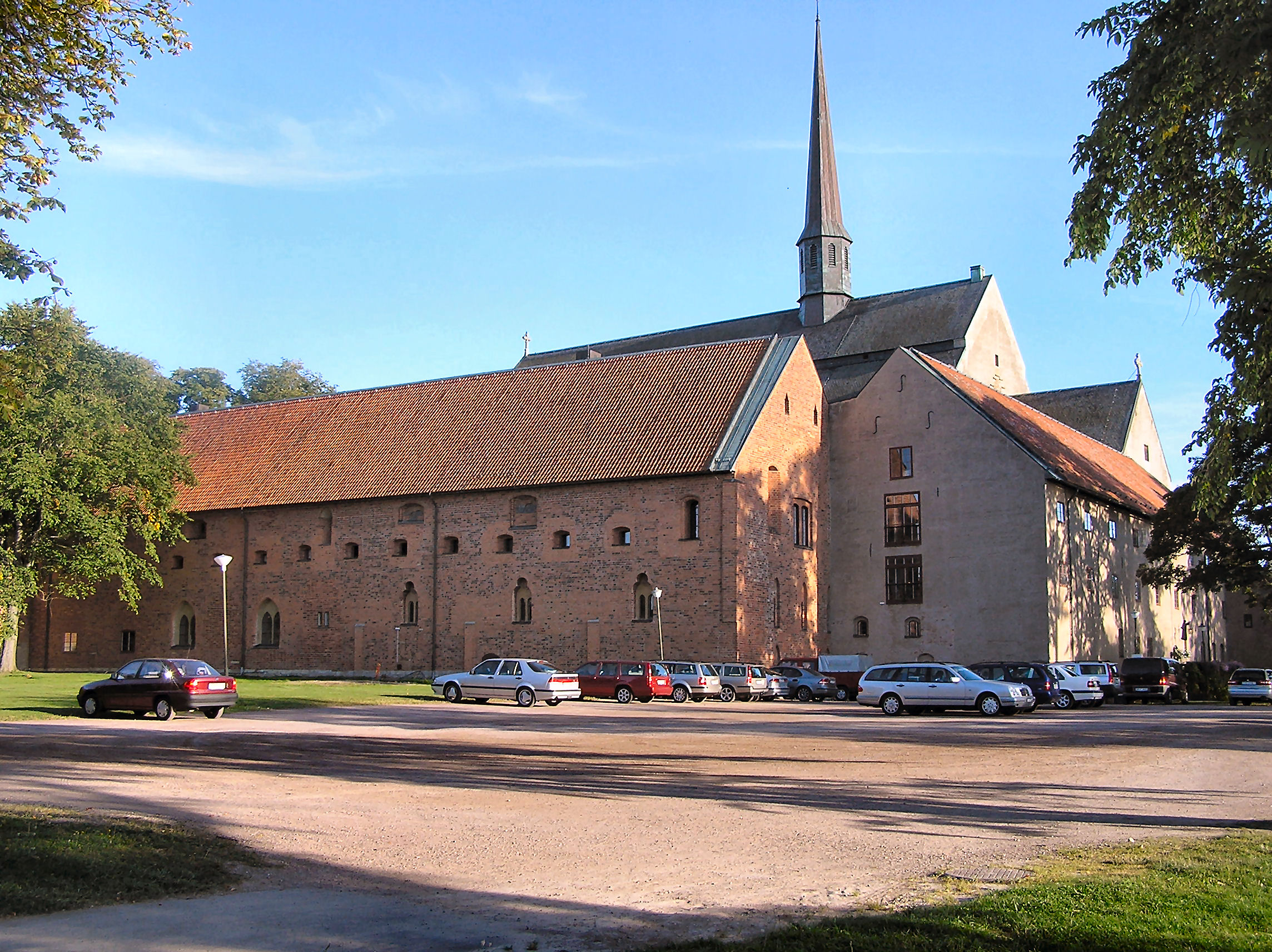
Abadia de Vadstena

Caterina era la segona dels vuit fills de santa Brígida de Suècia i Ulf Gudmarsson, senyor d'Ulvåsa. Als tretze anys va esposar Eggert van Kyren, noble germano-suec, amb qui va acordar mantenir el seu vot de castedat. Va seguir la seva mare a Roma en 1349 i poc temps després va rebre la notícia de la mort del seu marit. Va ésser deixeble de la seva mare i, en morir, va tornar a Suècia amb la seva despulla. Va ésser abadessa de l'abadia de Vadstena, fundada per la seva mare. Tornà a Roma per intervenir en el seu procés de canonització i organitzar l'orde de les brigidines. Es pensa que va escriure una obra devocional titulada Siælinna tröst (Själens tröst o Consolació de l'ànima).

## Veneració
Innocenci VIII va donar permís per retre-li culte en 1484, marcant la seva festivitat litúrgica el 24 de març. El procés de beatificació i canonització, però, no es va arribar a completar mai a causa de la Reforma protestant.